# والتر پی. براونلو
والتر پرستون براونلو (Walter Preston Brownlow) (زادهٔ ۲۷ مارس ۱۸۵۱ – درگذشتهٔ ۸ ژوئیه ۱۹۱۰)، سیاستمدار آمریکایی و نماینده ناحیه اول تنسی از سال ۱۸۹۷ تا زمان وفاتش در مجلس نمایندگان ایالات متحده بود. او با اکتساب تعداد زیادی از کرسی‌های فدرال به حوزه مربوطه خود و همچنین مبارزات درون حزبی درمقابل هنری کلی ایوانز و نیوول سندرز بر کنترل حزب جمهوری‌خواه ایالتی، شهره شد و از او همواره به این منظور یادآوری می‌گردد. براونلو به علاوه دوران کنگره‌اش از سال ۱۸۸۱ تا ۱۸۸۳ به عنوان دربدار مجلس نمایندگان ایالات متحده آمریکا نیز خدمت کرد و از سال ۱۸۷۶ تا ۱۹۱۰ روزنامه‌های جونزبورو و هرالد و تریبون را منتشر کرد.
براونلو برادرزاده ویلیام «پارسون» براونلو فرماندار رادیکال تنسی پس از جنگ داخلی بود.

## اوایل زندگی
براونلو پسر جوزف و ماری (بار) متولد ابینگدان، ایالت ویرجینیا می‌باشد. او تا زمان درگذشت پدرش ۱۸۶۱ به مدت سه سال در مدارس عمومی بود. او که نیاز به کسب درآمد داشت به عنوان پیام‌رسان تلگراف کار کرد. در جریان جنگ داخلی زمانی که ۱۳ سال داشت خواست در اتحادیه ارتش شرکت کند اما به‌خاطر زیر سن بودن رد گردید. او بعد از پایان جنگ، نخست به عنوان کارآموز برادرش در تجارت قلع در منطقه روجرزویل، تنسی کار کرد و بعد به عنوان مهندس در راه‌آهن روجرزویل و جفرسون ایفای وظیفه می‌نمود.
در سال ۱۸۷۶ براونلو به عنوان روزنامه‌نگار توسط روزنامه ناکسویل ویگ و کرونیکل استخدام شد، روزنامه که توسط پیشکار عمویش ویلیام رول (که در این زمانه مشترکاً توسط عمویش اداره می‌گردید) تأسیس گردیده بود. او به‌طور کلی در آن سال مسایل کمپین‌های سیاسی را پوشش می‌داد، این مسایل عبارت از فعالیت در جمع‌آوری آراء آگوستوس اچ پتیبون و امرسون اتریج بود. او در اکتبر ۱۸۷۶ روزنامه‌های جونزبورو هرالد و تریبون را خریداری و تا زمان مرگش ۱۹۱۰ آنها را منتشر و ویرایش می‌کرد.
براونلو نماینده کنوانسیون ملی جمهوری‌خواهان در سال ۱۸۸۰ بود و در سال ۱۸۸۱ به عنوان مسئول پُست در جونزبرو، تنسی منصوب شد. در دسامبر ۱۸۸۱، به عنوان دربدار مجلس نمایندگان ایالات متحده آمریکا برای دوره ۴۷ کنگره (۱۸۸۱–۱۸۸۳) انتخاب شد، موقعیتی که مسئولیت کنترل ورودی بستر مجلس را دارد. دستیار دربان او ریچارد دبلیو آستین متحد سیاسی آینده‌اش بود. براونلو به عنوان سرپرست اتاق تحتانی سنا جاییکه اسناد مجلس سنا برای عموم مردم پردازش و توزیع می‌شد از سال ۱۸۸۵ تا ۱۸۹۳ کار کرد. پس از ترک این سمت برای مدت کوتاهی در دفتر نماینده کنگره آلفرد ای. تیلور کار کرد.

## کنگره و سیاست‌های حزب ایالتی
براونلو نخست در سال ۱۸۹۴ برای به‌دست آوردن کرسی کنگره ناحیه اول اقدام نمود. درکنوانسیون حزب ایالتی، او به دلیل نامزد شدن با ویلیام اندرسن کولمن به بن‌بست رسید و نامش را از فهرست نامزدها حذف کرد تا برای اندرسن اجازه برنده شدن در انتخابات ۱۴۴ام را بدهد. در سال ۱۸۹۶، دوباره به‌دنبال رقابت سه جانبه با اندرسن و میلبورن برآمد. برخلاف کمپین سال ۱۸۹۴، نامزدها برای کمپین سال ۱۸۹۶ در انتخابات ابتدایی تعیین شدند که براونلو با اکتساب ۸۸۴۳ رأی پیروز میلبورن ۶۵۹۰ رأی و اندرسن ۵۴۴۸ رأی گرفت. او در انتخابات عمومی، نامزد دموکرات‌ها فهرست لاورنس را با گرفتن ۲۵٬۰۷۵ رأی به ۱۳٬۹۱۶ رأی مغلوب کرد.
در میان سال‌های ۱۸۹۰، حزب جمهوری‌خواه تنسی به دو جناح مخالف تقسیم شد که یکی از آن توسط براونلو و دیگری توسط نماینده اسبق کنگره هانری کلی ایفانس اداره می‌شد (این کشمکش‌ها در ابتدا شامل تقسیمات حمایت فدرال بود). این خصومت در طول دوره کنگره براونلو (و طی چندین سال پس از مرگ وی) ادامه یافت. پشتیبانان براونلو ریچارد دبلیو. آستین، جان ای. مک کال، فاستر. وی. براون و تجارت پیشه‌های ناکسویل ادوارد جی. سنفورد، جیمز ای. فاولر و ویلیام جی. اولیور بودند. پسران عموی او، فرزندان و نوه‌های برادر مشهورش، در منطقه ناکسویل تأثیر گزار ماندند. حمایت‌کننده‌های ایفانس شامل تجارت پیشه‌های چاتونگا نویل ساندرز و ناتان دبلیو. هیل سیاستمدار ناکسویل بودند.
در کنوانسیون ملی جمهوری‌خواهان در سال ۱۸۹۶، براونلو و آستن در رد شدن درخواست ایوان برای نامزدی معاون ریاست جمهوری نقش داشتند. براونلو با چیره شدن بر ایوانس به عنوان نماینده ایالت به کمیته ملی جمهوری‌خواهان انتخاب شد که در آنجا با مارک حانا، مدیر کمپین نامزد ریاست جمهوری ویلیام مک کینلی دوست شد. رابطه با حانا و مک‌کنلی برای براونلو کلیدی و برای به‌دست آوردن و تقسیم حمایت فدرال درجریان اواخر سال‌های ۱۸۹۰ مفید بود. در سال ۱۸۹۷، براونلو تازه‌کار ایفانس را به سمت مسئول پُست (postmasters) در نظر گرفت اما جیمز ای. گری را به عوض وی به‌خاطر مخالفت با ایفانس انتخاب کرد. بعد از آنکه ایفانس به عنوان عالی‌رتبه حقوق بازنشستگی منصوب شد، تلاش‌های براونلو برای اخراج وی ناکام ماند.
تا سال ۱۹۰۰، براونلو به‌طور مؤثری حزب جمهوری‌خواه تنسی را کنترل کرد. در کنوانسیون ایالتی حزب آن سال در شهر نشویل، بروانلو بعنوان رئیس تعیین گردید و متحدین او در کمیته صلاحیت رد هر نامزد ریاست جمهوری را به وی دادند. ایوانس و هواداران خشمگینش از کنوانسیون خارج و به نشانه مخالفت در اطراف شهر راهپیمایی برگزار کردند. هردو کنوانسیون نمایندهای را به کنوانسیون ملی جمهوری‌خواهان در سال ۱۹۰۰ فرستادند، مگر براونلو بیشتر کرسی‌های ایالت را به‌دست‌آورد. براونلو در آن سال به آسانی توانست از پس چالش ابتدایی قاضی ایچ. تایلر کمپبل برآید. متحد براونلو، جان ای. مک کال، نامزد حزب برای فرمانداری بود.
در سال ۱۹۰۴ نشانه‌های شکست براونلو در حزب نمایان شد، زمانیکه نامزد مورد نظر وی، آستین، توسط نامزد تحت حمایت ایوان، هیل، برای کرسی خالی نماینده بازنشستگی کنگره ناحیه دوم هانری آر. گیبسون، مغلوب شد. جمهوری‌خواهان متعددی این ایالت از اداره حزب توسط براونلو بیزار شدند. سام آر. سیلس براونلو را به‌خاطر استفاده از طریقه‌های سؤال برانگیز برای مختل کردن کنوانسیون‌های ایالت ملامت، جان چیلس هوک خواستار تحقیق در مورد روش‌های براونلو شد. بعد ازاینکه ایوانس نامزد تحت حمایت براونلو، تی. آسبوری رایت، را برای نامزدی فرمانداری ایالت سال ۱۹۰۶ شکست داد، براونلو بطرز بی رحمانه‌ای بر ایوانس و ساندرز هجوم برده، طرفداران بیشتر را مخالف خود کرد، به گروه ایوانس اجازه داد تا کنترل دوباره حزب ایالتی را دریافت کند. نماینده مشهور قبلی کنگره آلفرد ای تیلور در برابر براونلو به صفت نامزد مستقل ناحیه اول اقدام نمود، اما براونلو بی دردسر دوباره گماشته شد.
پس از باخت ایوانس به مالکولم آر پیترسن در انتخابات سرتاسری، سندرز کنترل گروه سیاسی خود را به عهده گرفت و توانست که چندین متحد سیاسی خود را در سمت مسئول پُست (postmasters) منصوب کند. در سال ۱۹۰۸، اگرچه به‌طور قابل توجهی بر اثر بیماری ضعیف شد، براونلو تلاش کرد تا کنترل حزب ایالتی را بازپس گیرد. دوست او ویلیام جی الیور اوباشان مسلح را در نشویل رهبری می‌کرد، کنترل کنوانسیون حزب ایالتی را در دست گرفت و متحدان براونلو را به عنوان نماینده در کنوانسیون ۱۹۰۸ ملی جمهوری‌خواهان انتخاب کرد. درهمین حال جناح سندرز نماینده گان خود را به کنوانسیون فرستاد و پس از پی بردن کمیته ملی از اقدامات الیور کرسی‌های ایالت را به آنها اعطا کرد.